# Светско првенство у воденим спортовима
Светска првенства у воденим спортовима одржавају се од 1973. године у организацији ФИНА, па се назива и ФИНА Светска првенства. Првенства су се одражавала у распону од 2, 3, 4, па чак и пет година (1986—1991). Од 2001. одржавају се сваке друге године. У саставу овог првенства налази се 5 самосталних спортова и то:
- Пливање у 50 метарском базену 40 дисциплина (20 у мушкој и 20 у женској конкуренцији);
- Ватерполо у мушкој и женској конкуренцији;
- Скокови у воду 10 дисциплина (5 у мушкој и 5 у женској конкуренцији 6 појединачно и 4 у паровима);
- Синхроно пливање, (Уметничко пливање) 7 дисциплина само у женској конкуреницији и
- Даљинско пливање на отвореном 6 дисциплина (5, 10, 25 km обе конкуренције).

## Светска првенства у воденим спортовима
| Година и датум                   | Првенство                    | Место, Држава           | Број такмичара | Државе учеснице |
| -------------------------------- | ---------------------------- | ----------------------- | -------------- | --------------- |
| 1973: 13. август−9. септембар    | I ФИНА Светско првенство     | Београд, СФРЈ           | 686            | 47              |
| 1975: 19. јул−27. јул            | II ФИНА Светско првенство    | Кали, Колумбија         | 682            | 39              |
| 1978: 18. август−23. август      | III ФИНА Светско првенство   | Берлин, Западна Немачка | 828            | 49              |
| 1982: 29. јул−8. август          | IV ФИНА Светско првенство    | Гвајакил, Еквадор       | 848            | 52              |
| 1986: 13. август−23. август      | V ФИНА Светско првенство     | Мадрид, Шпанија         | 1119           | 34              |
| 1991: 3. јануар−13. јануар       | VI ФИНА Светско првенство    | Перт, Аустралија (1)    | 1142           | 60              |
| 1994: 1. септембар−11. септембар | VII ФИНА Светско првенство   | Рим, Италија (1)        | 1400           | 102             |
| 1998: 8. јануар−17. јануар       | VIII ФИНА Светско првенство  | Перт, Аустралија (2)    | 1371           | 121             |
| 2001: 16. јул−29. јул            | IX ФИНА Светско првенство    | Фукуока, Јапан          | 1498           | 134             |
| 2003: 12. јул−27. јул            | X ФИНА Светско првенство     | Барселона, Шпанија      | 2015           | 157             |
| 2005: 16. јул−31. јул            | XI ФИНА Светско првенство    | Монтреал, Канада        | 1784           | 144             |
| 2007: 17. март−1. април          | XII ФИНА Светско првенство   | Мелбурн, Аустралија     | 2158           | 167             |
| 2009:16. јул−31. јул             | XIII ФИНА Светско првенство  | Рим, Италија (2)        | 2556           | 171             |
| 2011: 16. јул−31. јул            | XIV ФИНА Светско првенство   | Шангај, Кина            | 2220           | 181             |
| 2013: 20. јул−4. август          | XV ФИНА Светско првенство    | Барселона, Шпанија (2)  | 2293           | 181             |
| 2015                             | XVI ФИНА Светско првенство   | Казањ, Русија           |                |                 |
| 2017                             | XVII ФИНА Светско првенство  | Будимпешта, Мађарска    |                |                 |
| 2019                             | XVIII ФИНА Светско првенство | Квангџу, Јужна Кореја   |                |                 |
| 2021                             | XIX ФИНА Светско првенство   | Фукуока, Јапан          |                |                 |